# Campionato italiano di hockey su ghiaccio 1925
Il campionato italiano di hockey su ghiaccio 1925 fu la 1ª edizione del massimo campionato nazionale (in realtà lo divenne solo nel 1927, con una manovra retroattiva) e si disputò in gara unica l'8 marzo 1925, presso il Palazzo del Ghiaccio di Milano. Al vincitore venne assegnata la Coppa Cinzano, messa in palio dalla Casa Vinicola "Marone Cinzano".

## Formazioni
Le squadre che presero parte a questo primo trofeo furono tre, provenienti da Milano, Cortina d'Ampezzo e da Torino:
- HC Milano
- GS Dolomiti Cortina Hockey
- Circolo Pattinatori Valentino Torino

Solamente le prime due squadre poterono partecipare alla finale.

## Finale
Per la gara finale, come arbitro dell'incontro fu decretato Botturi I. Di fronte ad un pubblico numeroso la formazione di casa sconfisse gli avversari per 9-0, conquistando così la Coppa Cinzano messa in palio per il vincitore. Solo nel 1927 con una manovra retroattiva la conquista della Coppa Cinzano valse come titolo nazionale.

### Referto
| Arbitro: | Botturi I |

|                                                                     |           |  |
| Decio Trovati , Guido Botturi , Luigi Redaelli , Miletto Sancassani | Marcatori |  |

## Formazione vincitrice
| HC Milano 1º titolo | Guido Botturi, Enrico Calcaterra, Ambrogio Gobbi, Guglielmo Jervis, Leone Quaglia, Luigi Redaelli, Miletto Sancassani, Reto Trippi, Decio Trovati |